# Vicente Lucas
Vicente da Fonseca Lucas, noto semplicemente come Vicente Lucas (Lourenço Marques, 24 settembre 1935), è un allenatore di calcio ed ex calciatore portoghese, di ruolo centrocampista.

## Biografia
È il fratello di Matateu, anche lui calciatore della Nazionale portoghese.

## Carriera

### Club
Tranne una breve esperienza in una squadra mozambicana, ha giocato principalmente con il Belenenses.

### Nazionale
Con la nazionale portoghese ha preso parte ai mondiali del 1966 in cui è stato inserito nella squadra ideale della competizione.

## Palmarès

### Giocatore

#### Competizioni nazionali
- Coppa del Portogallo: 1

Belenenses: 1959-1960